# Otto Biba
Otto Biba (* 9. August 1946 in Wien) ist ein österreichischer Musikwissenschaftler und ehemaliger Archivdirektor der Gesellschaft der Musikfreunde in Wien.

## Laufbahn
Biba wirkte seit 1973 – nach dem Studium der Geschichte und Musikwissenschaft (Promotion Universität Wien 1974) – im Archiv, der Bibliothek und den Sammlungen der Gesellschaft. 1979 übernahm er als Nachfolger von Hedwig Mitringer (1910–2001) deren Direktion. 2021 ging er in den Ruhestand.
Daneben ist Biba als wissenschaftlicher Autor, Herausgeber von musikalischen Werken, Ausstellungskurator und Vortragender in Wien und international tätig. Als Forscher beschäftigte er sich besonders mit Joseph Haydn, Franz Schubert und Johannes Brahms, aber auch mit dem Piaristenorden und mit Gottfried von Einem. Über 120 Editionen von  Kompositionen hat Biba vorgelegt.
2010 wurde ihm der japanische Orden der Aufgehenden Sonne, 4. Klasse verliehen.